# جیمز داجن
جیمز داجن (انگلیسی: James Dudgeon؛ زادهٔ ۱۹ مارس ۱۹۸۱) بازیکن فوتبال اهل بریتانیا است.
از باشگاه‌هایی که در آن بازی کرده‌است می‌توان به باشگاه فوتبال یورک سیتی، باشگاه فوتبال بارنزلی، باشگاه فوتبال ویکفیلد، باشگاه فوتبال گیتزهد، باشگاه فوتبال لینکولن سیتی، باشگاه فوتبال استالی‌بریج سلتیک، باشگاه فوتبال گینزبورو ترینیتی، باشگاه فوتبال وورکساپ تاون، و باشگاه فوتبال ایلکستون اشاره کرد.
وی همچنین در تیم ملی فوتبال Scotland youth بازی کرده‌است.